# Mademoiselle Kiki et les Montparnos
Pour plus de détails, voir Fiche technique et Distribution.
Mademoiselle Kiki et les Montparnos est un court métrage d'animation français réalisé par Amélie Harrault et sorti en France en 2012. 
Dessin animé inspiré de la vie de Kiki de Montparnasse, personnalité française des milieux artistiques à Paris dans les années 1920, le film a reçu le César du meilleur court métrage d'animation lors de la 39e cérémonie des César en 2014.

## Synopsis
Le court métrage s'intéresse à la vie d'Alice Ernestine Prin, surnommée Kiki de Montparnasse, une personnalité française qui vit à Paris dans les années 1920 et fréquente les milieux artistiques de l'époque, notamment les surréalistes. Elle pose comme modèle pour les peintres, fréquente les écrivains et les poètes, devient leur muse et a une aventure amoureuse avec le peintre Man Ray. Le film donne ensuite un aperçu de son moment de gloire, puis de sa vieillesse.

## Fiche technique
- Titre : Mademoiselle Kiki et les Montparnos
- Réalisation : Amélie Harrault
- Scénario : Amélie Harrault, d'après les livres de Kiki de Montparnasse, Kiki souvenirs[2] et Souvenirs retrouvés[3]
- Musique (composition et direction) : Olivier Daviaud
- Animation : Lucile Duchemin, Serge Élissalde, Amélie Harrault
- Compositing numérique : Joan Frescura, Amélie Harrault
- Décors et mise en couleurs : Amélie Harrault, Delphine Chauvet
- Layout et scanning : Amélie Harrault
- Montage image et son : Rodolphe Ploquin
- Ingénieur du son : Yan Volsy
- Bruiteur : Daniel Gries
- Producteurs : Serge Élissalde, Olivier Catherin
- Société de production : Les Trois Ours, avec la participation du Centre national du cinéma et de l'image animée, du département de la Charente et de la région Poitou-Charentes
- Tournage : au studio Silex Animation, 101 rue de Bordeaux, 16000 Angoulême
- Société de distribution : Agence du court métrage (au cinéma), Arte Vidéo (en DVD)
- Pays :  France
- Durée : 14 minutes 26 secondes
- Date de sortie : 2012
- Copyright : SILEX FILMS - Arte France

## Voix françaises
- Marie-Christine Orry : Kiki de Montparnasse
- Céline Lambert : Kiki jeune
- Matthew Géczy : Man Ray / Ernest Hemingway
- Jean-Pierre de Giorgio : Modigliani
- Eriko Takeda : Foujita
- Alan Czarnecki : Kisling
- Serge Élissalde : le père Lisbon / Robert Desnos
- Yan Volsy : Henri Broca
- Nathalie Sappa : la boulangère
- Alice Benoist d'Etiveaud : la grand-mère
- Nouritza Emmanuelian : la maman

## Production
L'idée du film naît lorsque Amélie Harrault, pendant ses études à Quimper, discute avec une femme qui a posé comme modèle pour des artistes célèbres. Elle garde l'idée de donner la parole à une figure de ce type, et, de fil en aiguille, s'intéresse à Kiki de Montparnasse.
Une description plus approfondie du film par le critique Jacques Kermabon, dans la revue Bref : « Amélie Harrault restitue le parcours de Kiki dans le tournoiement de peintures et de styles qui font le quotidien du modèle, la sève et le sel de son existence, son bonheur aussi. “Elle était belle, la vie avec Henri. Tout semblait facile.” lance-t-elle tandis qu’on la voit dans la décapotable d’Henri Broca puis, à son bras, s’arrêtant devant la librairie Shakespeare et compagnie. Ce faisant, ce film d’animation – sans doute rigoureusement documenté – prendrait presque la force d’un documentaire. Les rues, le tramway, les façades et les intérieurs des bars ou des salles de spectacle, le Paris de ces célèbres années semblent renaître sous nos yeux. »

## Distinctions

### Prix
Le festival Trois Jours Trop Courts lui décerne son premier prix, le Prix du Festival, le 6 avril 2013.
En 2013, lors du festival City of Lights, City of Angels à Hollywood, le film reçoit la Mention spéciale pour un court métrage (Short Film Special Mention).
En février 2014, le film reçoit le César du meilleur court métrage d'animation lors de la 39e cérémonie des César.

### Nominations
En février 2013, le film est nommé dans 20 catégories lors du Festival international du court métrage de Clermont-Ferrand. La même année, le film fait partie de la sélection du Festival international du film d'animation d'Annecy 2013, où il fait partie des courts métrages nommés pour le Cristal du meilleur court métrage. La même année, le film participe au Festival du film des nuits noires de Tallinn, en Estonie, où il fait partie des films nommés pour le Grand Prix Rêves animés « Loup de bois ».